# SCU Emlichheim
Der Sportclub Union Emlichheim e. V. ist ein Sportverein aus Emlichheim, dessen Volleyball-Frauenmannschaft in der
2. Bundesliga Nord vertreten ist.

## Vereinsgeschichte
Auf Initiative von Günter Walda wurde am 5. April 1948 der SC Union Emlichheim gegründet, der an diesem Tag aus 38 Mitgliedern bestand. Viele der Gründungsmitglieder waren Heimatvertriebene und die meisten von ihnen waren bei der Niederlassung der Wintershall AG beschäftigt, die den Verein in den Anfangsjahren stark unterstützte. Hauptsportart war zunächst der Fußball. Zu Beginn des Jahres 1949 bestand der Verein aus 238 Mitgliedern, 1953 wurde ein vorläufiger Höchststand von 280 Personen registriert. Erst 1965 konnte die Anzahl auf 288 gesteigert werden, 1983 gab es 1370 Mitglieder, 2010 gehörten zum SCU ca. 1700 Menschen.

## Volleyballabteilung
Erfolgreichste Sportler des Vereins sind die Volleyballerinnen. Die erste Frauenmannschaft stieg 1990 erstmals in die zweite Liga auf mit folgendem Kader: Ute Kemperdiek-Jansen, Heike Reinecke, Manuela Hoffmann, Inge Neubauer, Sonja Nyhuis, Anja Schlagelambers, Maike Tallen, Ulla Rakers und Claudia Rakers. Trainer war Christian Stebel. Seither spielte das Spitzenteam des SCU immer entweder in dieser Klasse oder in der Beletage des deutschen Volleyballs. In der ersten Liga schlugen die Frauen aus der Samtgemeinde Emlichheim in den Spielzeiten 1998/99, 2000/01, 2001/02 und 2004/05 auf. Am ersten Mai 2005 konnte der sportliche Abstieg durch einen 3:0-Sieg beim 1. VC Wiesbaden zwar vermieden werden, die Vereinsführung hatte jedoch schon vorher entschieden, für die kommende Saison keine Lizenz zu beantragen.
Mittlerweile kann die Abteilung auf 30 Jahre Bundesliga-Volleyball in Serie zurückblicken. Basis dafür ist die ausgezeichnete Nachwuchsarbeit. Mehr als 36 Medaillen konnte der Verein bereits bei deutschen Jugendmeisterschaften gewinnen. Elf Mal standen Emlichheimer Mannschaften ganz oben auf dem Treppchen.
So hat der Verein in den vergangenen Jahrzehnten viele starke Spielerinnen wie  Claudia Volkers, Andrea Berg (Büring), Anika Brinkmann, Mareike Hindriksen, Jana-Franziska Poll oder die hundertfache Nationalspielerin Johanna Reinink herausgebracht. Auch die ehemalige deutsche Nationalspielerin Jennifer Geerties stammt aus dem Emlichheimer Nachwuchs.

## Weitere Abteilungen
Der SCU Emlichheim bietet neben Volleyball auch Aquafitness/Aqua Power, Behindertensport, Boule, Fußball, Gymnastik, Handball, Herzsport, Jedermannturnen, Kindersport, Laufen/Nordic Walking, Leichtathletik, Pilates, Radsport, Rücken-Fit, Schwimmen, Sportabzeichen, Tischtennis, Völkerball, Wandern und Zumba an.